# 吳仁惠
吳仁惠（韓語：오인혜，1984年1月4日—2020年9月14日），韓國女演員。2011年10月6日在第16屆韓國釜山電影節開幕紅毯上以一身性感長裙亮相，引起人們的關注。2020年9月14日在家中疑似自杀，得到抢救后一度恢复脉搏和呼吸，但最終還是救治無效。

## 演出作品

### 電視劇
- 2012年：KBS《Drama Special－回家》飾演 金玉
- 2012年：MBC《馬醫》飾演 洪美今
- 2018年：MBN《延南洞 539》飾演 鄭珠恩（特別出演）

### 電影
- 2011年：《我們身邊的犯罪（朝鲜语：우리이웃의범죄）》飾演 高琴淑
- 2011年：《紅色假期黑色婚禮（朝鲜语：붉은 바캉스 검은 웨딩）》飾演 秀智
- 2011年：《大師級散步》
- 2013年：《性生活活（朝鲜语：생생활활）》飾演 仁威／治療師／Yoko／餐廳大嬸／保佳士女人
- 2013年：《希望計程車（朝鲜语：소원택시）》飾演 礎熙
- 2013年：《No Breathing》飾演 體育高中女教練（特別出演）
- 2014年：《雅努斯：慾望的兩張臉（朝鲜语：야누스: 욕망의 두 얼굴）》飾演 多熙
- 2014年：《設計（朝鲜语：설계 (영화)）》飾演 敏英

### MV
- 은하수 - 애 (愛) 태우다（2012年）
- Yangpa , Lee boram , Soyoen (T-ara) - I Know (알아요)（2012年）